# Europride

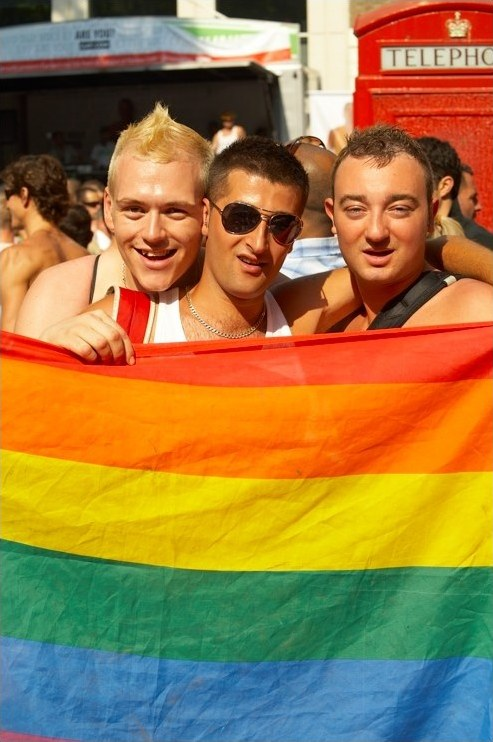
Homossexuais no Europride em 2006.

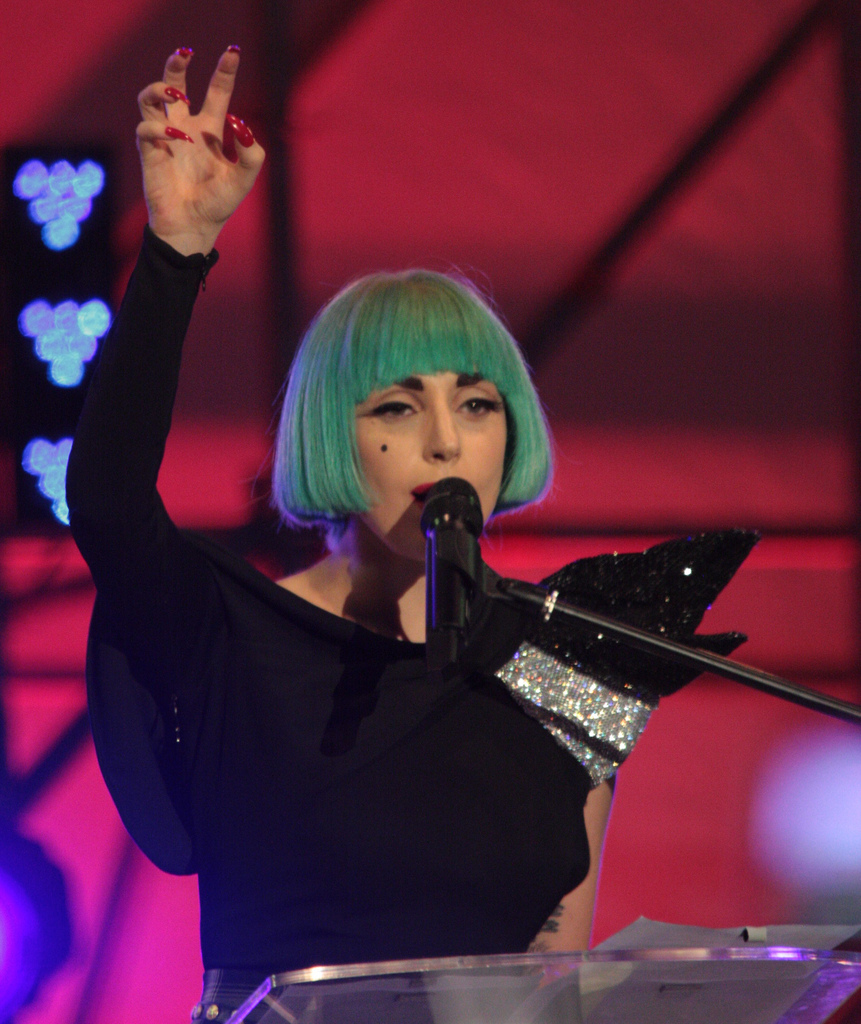
Lady Gaga durante um discurso no Europride 2011.

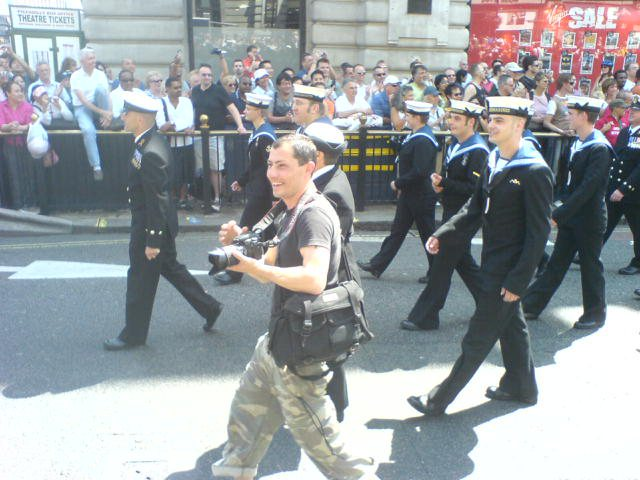
Europride em 2006.

Europride é um evento realizado pela Associação Européia do Orgulho Gay (em inglês:European Pride Organisers Association), de sigla EPOA. O evento é realizado desde 1992 e Londres foi a primeira cidade a sediar o evento. Este evento visa promover a visibilidade de todas as pessoas LGBT e simpatizantes. Apenas em 2007 o evento não foi realizado pela EPOA, tendo sido realizado pela AEGAL - Associação de Empresas, em Madrid, na Espanha.

## História
Como já mencionado, o Europride se iniciou em Londres em 1992, com uma participação estimada em 100 000 pessoas. No ano seguinte, 1993, foi realizado em Berlim, capital da Alemanha. Em 1994, Amesterdã sediou o evento. Em 1996, o Europride foi realizado em Copenhague, na Dinamarca, onde teve o apoio da prefeitura da cidade. Os organizadores foram muito bem-sucedidos em várias frentes. 
Paris sediou o Europride em 1997. O festival teve muitos patrocinadores comerciais e é geralmente considerado um sucesso. Estocolmo, na Suécia, foi a cidade eleita para 1998. Cerca de 300 000 pessoas participaram. Londres voltaria a sediar o evento em 1999; entretanto, o mesmo foi cancelado devido à falência dos organizadores. 
Em 2000, a celebração teve lugar em Roma, na Itália, e foi visitado por muitos gays e lésbicas em todo o mundo. Depois de afirmar que apoiariam o evento, os líderes da cidade retiraram o seu apoio alguns dias antes, devido à pressão do Papa.
En 2001 a cidade escolhida para sediar o Europride foi Viena, na Áustria, que atraiu muitos visitantes da Europa Central e Oriental. Colônia, na Alemanha, sediou o evento em 2002 e dados oficiais estimam a participação em mais de um milhão de pessoas.
Em 2003, a cidade de Manchester, no Reino Unido, foi escolhida para sediar o evento. Em 2004, o mesmo foi realizado em Hamburgo, na Alemanha. Oslo, na Noruega, sediou-o em 2005 e novamente Londres foi sede em 2006. 
Em 2007, Madrid foi o local do Europride. Os organizadores estimaram em mais de 1,5 milhão de participantes no evento, cujo tema era La igualdad es posible (A igualdade é possível).
Em 2011, Roma foi a sede do Europride novamente. Lady Gaga, participante do evento, foi tida como atração internacional do mesmo.
No dia 27 de agosto de 2022, o presidente sérvio Aleksandar Vucic anunciou que não permitiria a realização da EuroPride na capital Belgrado naquele ano. Ele diz não estar feliz com o cancelamento, que se dá por causa de tensões com o Kosovo, problemas econômicos e preocupação com disrupções da data comemorativa por causa de manifestantes anti-LGBTQIA+. Porém os organizadores argumentam que o cancelamento é uma violação da liberdade de reunião e de expressão e que a festa será realizada de qualquer jeito.
A edição de 2025 realizou-se em Lisboa, em Portugal, entre 14 e 22 de junho, apresentando a parlamentar brasileira Erika Hilton como uma das convidadas de destaque em uma conferência sobre Direitos Humanos que teve lugar no Cinema São Jorge. O evento, realizado com financiamento israelita, foi amplamente denunciado como um caso de pinkwashing para limpar a má imagem de Israel resultante das suas operações militares em Gaza, com mais de 40 organizações subscrevendo o manifesto "No Pride In Genocide". Foi também denunciado como evento de lógica empresarial, e boicotado pelas principais organizações LGBT portuguesas, como a ILGA Portugal, a Rede Ex Aequo e a AMPLOS, que abandonaram a organização do mesmo devido à "falta de transparência, de representatividade e de compromisso com as necessidades reais da comunidade".

## Lugares de celebração
| Ano  | Cidade                           | Datas                                    | Notas                   |
| ---- | -------------------------------- | ---------------------------------------- | ----------------------- |
| 1992 | Londres                          |                                          |                         |
| 1993 | Berlim                           |                                          |                         |
| 1994 | Amsterdã                         |                                          |                         |
| 1995 | Helsinque                        |                                          | Evento não realizado    |
| 1996 | Copenhague                       |                                          |                         |
| 1997 | Paris                            |                                          |                         |
| 1998 | Estocolmo                        |                                          |                         |
| 1999 | Londres                          |                                          | Evento não realizado    |
| 2000 | Roma                             | 1 julho - 8 julho                        |                         |
| 2001 | Viena                            |                                          |                         |
| 2002 | Colônia                          | 15 junho - 7 julho                       |                         |
| 2003 | Manchester                       |                                          |                         |
| 2004 | Hamburgo                         | 4 junho - 13 junho                       |                         |
| 2005 | Oslo                             | 18 junho - 27 junho                      |                         |
| 2006 | Londres                          |                                          |                         |
| 2007 | Madrid                           | 22 junho - 2 julho                       | Evento com mais sucesso |
| 2008 | Estocolmo                        | 25 julho - 3 agosto                      |                         |
| 2009 | Zurique                          | 2 maio - 7 junho                         |                         |
| 2010 | Varsóvia                         | 7 junho - 17 julho                       |                         |
| 2011 | Roma                             | 2 junho - 12 junho                       |                         |
| 2012 | Londres                          | 23 junho - 8 julho                       |                         |
| 2013 | Marselha                         | 10 julho - 20 julho                      |                         |
| 2014 | Birmingham Montpellier Barcelona | 20 junho - 29 junho                      |                         |
| 2015 | Istambul                         | 15 junho - 21 junho                      |                         |
| 2016 | Amsterdã                         | 26 julho - 7 agosto                      |                         |
| 2017 | Madrid                           | 23 junho - 2 julho                       |                         |
| 2018 | Estocolmo Gotemburgo             | 27 julho - 19 agosto                     |                         |
| 2019 | Viena                            | 1 junho - 16 junho                       |                         |
| 2020 | Salónica                         | 20 junho - 28 junho (datas recomendadas) |                         |
| 2021 | Copenhague                       |                                          |                         |